# Henrysin (Wielęcin)
Henrysin – część wsi Wielęcin w Polsce położona w województwie mazowieckim, w powiecie wyszkowskim, w gminie Somianka.
Mieszkańcy wyznania rzymskokatolickiego należą do parafii Narodzenia NMP w Popowie Kościelnym.
W latach 1975–1998 Henrysin administracyjnie należał do województwa ostrołęckiego.